# Florian Moitzi

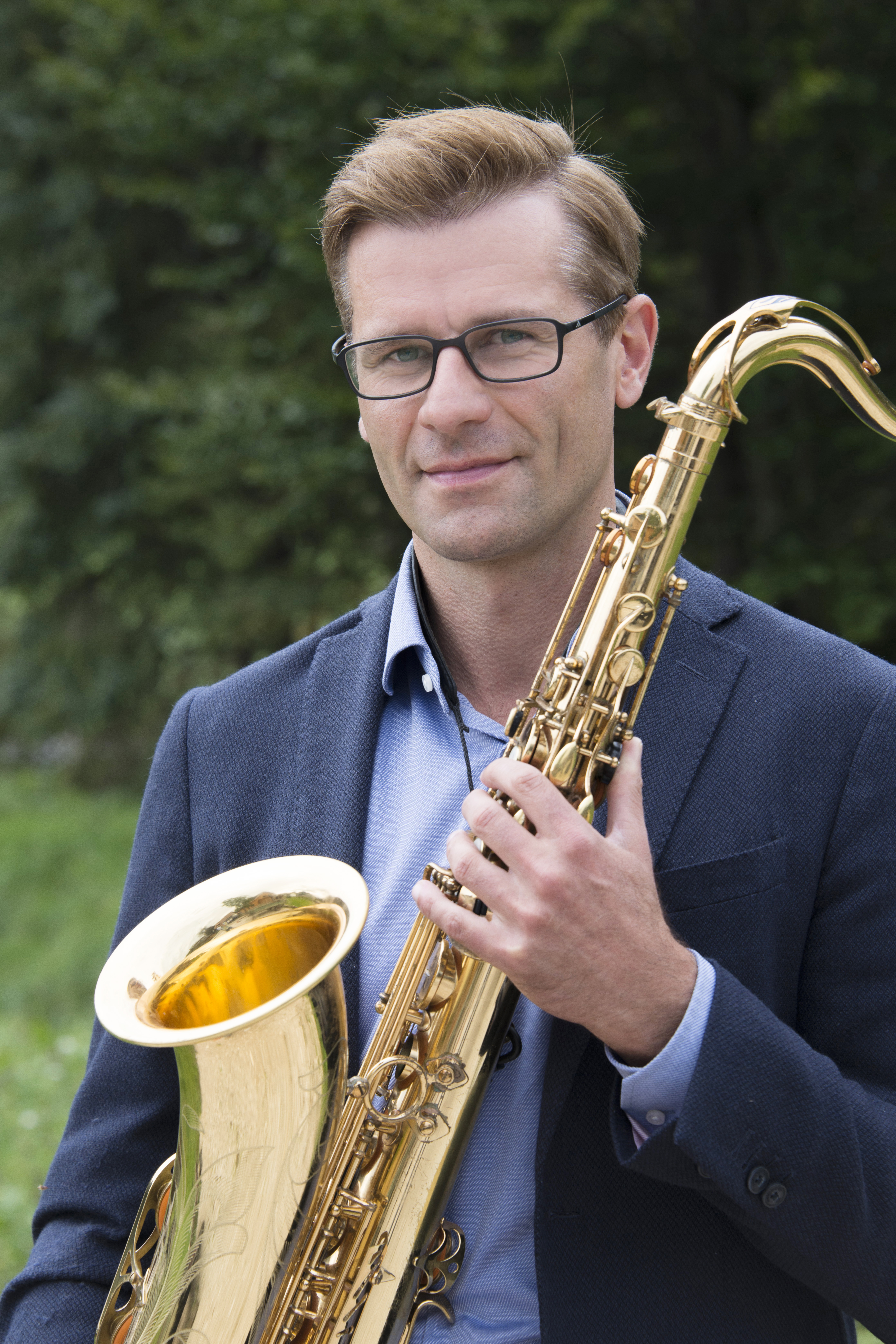
Florian Moitzi (2020)

Florian Moitzi (* 11. September 1979 in Linz) ist ein österreichischer Komponist und Schulbuchautor.

## Leben
Florian Moitzi wuchs in Scharnstein (OÖ) auf und erhielt seine musikalische Ausbildung in den Fächern Blockflöte, Klarinette und Klavier. Moitzi studierte das Volksschullehramt an der Pädagogischen Hochschule der Diözese Linz. Neben seiner Tätigkeit als Volks- und Sonderschullehrer studierte er an der Anton Bruckner Privat Universität Jazz-Saxophon bei Harry Sokal, Gerald Preinfalk und Florian Bramböck. Als Saxophonist trat er mit Alfons Haider, Bill Ramsey, Ray Anderson, Joseph Bowie, Heinz von Hermann und Eric Papilaya auf.
Erste Erfahrungen im Komponieren machte er bei diversen Workshops von Otto M. Schwarz, Ed de Boer, Thomas Doss, Klemens Vereno und Christoph Cech.
Seit 2010 ist Florian Moitzi Professor für Musik- und Mathematikdidaktik an der Pädagogischen Hochschule Oberösterreich.
Er ist Co-Autor des Schulbuchs Zahlenreise für die Volksschule.

## Auszeichnungen und Preise
- 2009: Auftragswerk für Linz09 – Kulturhauptstadt Europas[2]
- 2017/2018: Finalist beim Symphonic Wind Composers Project
- 2018: 2. Platz beim Kompositionswettbewerb für Blasorchester der Leistungsstufe B[3]
- 2019/20: 2. Preis beim Symphonic Wind Composers Projekt[4]
- 2020: 1. Preis bei der Ausschreibung zu einer Komposition für den „Dunkelsteiner Wald“[5]
- 2021: 2. Preise beim Kompositionswettbewerb Popularmusik des OÖ Blasmusikverbandes[6]
- 2021: Finalist beim Grand Mesa Publications Band Composition and Arranging Contest
- 2021: Sonderpreis beim Kompositionswettbewerb Popularmusik des OÖ Blasmusikverbandes[6]
- 2021: 1. Preis/Siegerprojekt bei der Ausschreibung für ein Vermittlungsprojekt des Salzburger Blasmusikverbandes[7]
- 2022: 1. Preis beim Kompositionswettbewerb des „Max Brand Ensembles“ für ein neues Konzertprogramm.[8]
- 2023: Komposition und Leitung des Referenzprojektes der Kulturhauptstadt Salzkammergut 2024  „Das verhexte Museum“[9]

## Kompositionen (Auswahl)
Florian Moitzi komponiert vor allem für Symphonisches Blasorchester. Diese sind bei OrchestralArt Music Publications veröffentlicht. Seine Kinderlieder sind bei Veritas, epubli und Helbling erschienen.

### Blasorchester
- Ein Dom erzählt (2010)
- Aiolos (2013)
- The Cave (2017)
- „...und der Rest ist Österreich!“ (2018)
- Like a Morning Star (2018)
- Downhill (2019)
- Avalanche (2019)
- On the Wings of Pegasus (2019)
- The Skydiver (2022)
- Shine (2023)
- Invincible (2023)
- Lay Down your Arms (2023)
- Eos (2023)

### Geistliche Musik
- Scharnstein-Messe (2004)
- ...in Wort und Klang ... (Rhythmusmesse für gemischten Chor und Band) (2011)

### Kinderlieder
- Im Märchenland. Ein märchenhaftes Musical (2010)
- Zahlenreise-Hits (2013)[15]
- Nico, the Mosquito (2015)[16]
- Das verhexte Museum. Ein Musical für Kinderchor und Orchester. (2023)[17]

## Veröffentlichungen
- Zahlenreise (seit 2012)[18]
- Zahlenreise-Lexikon. Die wichtigsten Begriffe zum Nachschlagen (2017)
- Zahlenreise-Trainingspakete. Frühe Rechenschwierigkeiten überwinden (2018)
- Ruckzuck-Mathespiele (2020)[19]

## Diskografie
- 2011: Bläsermusik OÖ Komponisten: Oberösterreich-News Edition 1[20]
- 2013: Zahlenreise-Hits[12]
- 2018: Pflichtstücke 2019/20 des ÖBV (Österreichischer Blasmusikverband)[21]
- 2019: Bläsermusik OÖ Komponisten: Oberösterreich-News Edition 3[22]
- 2021: Wir leben Blasmusik.[23]